# Cladonia coccifera
Cladonia coccifera (L.) Willd. (1787), è una specie di lichene appartenente al genere Cladonia,  dell'ordine Lecanorales.
Il nome deriva dal latino coccifera, composto da coccum che significa bacca, cocciniglia e, per traslato, indica il colore rosso scarlatto; e dal verbo fero che significa portare, avere con sé. Denominata così per il colore rosso degli apoteci.

## Caratteristiche fisiche
Il tallo primario è di colore variabile dal grigio-verdastro al verde con tonalità di giallo. I podezi sono di altezza fino a 4 centimetri, non presentano squamule se non molto raramente, generalmente avvolti dalla cortex per intero o in forma di verruche. Le coppe sono molto ampie, simili per struttura alla C. pyxidata. Gli apoteci sono grandi e vistosi, di colore rosso amaranto. Facile comunque confonderla, ad un esame superficiale, con altre cladonie che hanno podezi a calice e apoteci rossi.
Il fotobionte è principalmente un'alga verde delle Trentepohlia.

## Habitat
Questa specie richiede un clima da temperato freddo fino al clima alpino, dove è alquanto comune. Cresce su suoli in luoghi aperti, ma anche in habitat simili alla tundra; raramente su legno. Predilige un pH del substrato molto acido o con valori intermedi fra molto acido e subneutrale. Il bisogno di umidità va da mesofitico a xerofitico.

## Località di ritrovamento
La specie, da considerarsi cosmopolita, è stata reperita nelle seguenti località:
- Canada (Terranova, Labrador, Ontario, Alberta, Columbia Britannica, Manitoba, Nuova Scozia, Nunavut, Québec (provincia), Saskatchewan, Yukon);
- Germania (Sassonia-Anhalt, Turingia, Baden-Württemberg, Baviera, Amburgo, Assia, Meclemburgo, Renania-Palatinato, Sassonia, Schleswig-Holstein, Brandeburgo, Renania Settentrionale-Vestfalia, Bassa Sassonia);
- USA (Oregon, Vermont, Wisconsin, Alabama, Alaska, Colorado, Iowa, Maine, Michigan, Minnesota, Montana, Nuovo Messico, Washington, Virginia Occidentale);
- Brasile (Rio Grande do Sul);
- Austria (Alta Austria, Salisburgo, Stiria);
- Spagna (Aragona, Cantabria, Castiglia e León);
- Cina (Mongolia Interna, Jilin, Shaanxi, Xinjiang, Heilongjiang, Hubei, Xizang, Tibet, Yunnan);
- Argentina, Bhutan, Colombia, Costa Rica, Danimarca, Estonia, Finlandia, Groenlandia, India, Irlanda, Islanda, Isole Azzorre, Isole Canarie, Jan Mayen, Isole Svalbard, Lituania, Lussemburgo, Malaysia, Mongolia, Norvegia, Nuova Zelanda, Oceania, Paesi Bassi, Papua Nuova Guinea, Perù, Polonia, Portogallo, Regno Unito, Repubblica Ceca, Romania, Saint-Pierre e Miquelon, Serbia, Svezia, Tristan da Cunha, Turchia, Ungheria, Venezuela.

In Italia è presente, e molto comune, in tutto il Trentino-Alto Adige e la Valle d'Aosta, nell'arco alpino piemontese, nella Lombardia settentrionale e nella parte settentrionale del Veneto; è abbastanza raro nelle zone alpine friulane, in Liguria e in alcune località della parte occidentale dell'Emilia-Romagna e della parte orientale della Toscana; molto raro, infine,in Calabria e in Sardegna.

## Tassonomia

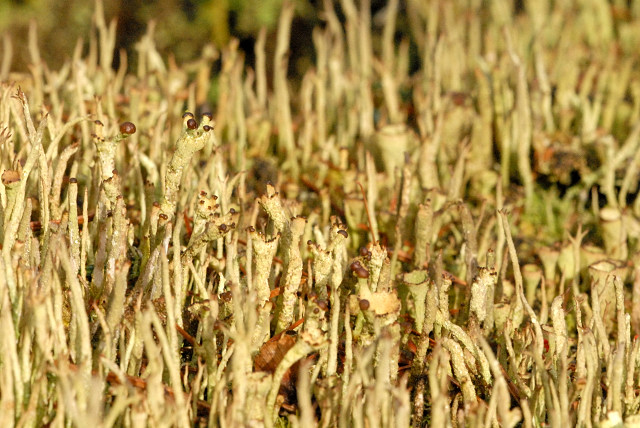
Cladonia coccifera

Questa specie va riferita alla sezione Cocciferae, e presenta le seguenti forme, sottospecie e varietà (al 2008):
- Cladonia coccifera f. alpina (Hepp) Vain.
- Cladonia coccifera f. arrosa (F. Wilson) Zahlbr. (1927), (= Cladonia weymouthii).
- Cladonia coccifera f. asotea (Ach.) Vain., (= Cladonia coccifera).
- Cladonia coccifera f. coccifera (L.) Willd. (1787).
- Cladonia coccifera f. cornucopioides (Gray) Branth & Rostr. (1869).
- Cladonia coccifera f. cristata Aigret.
- Cladonia coccifera f. decorata Vain.
- Cladonia coccifera f. frondescens (Nyl.) Vain.
- Cladonia coccifera f. leptostelis (Wallr.) M. Choisy (1951).
- Cladonia coccifera f. macilenta (Hoffm.) Mudd (1865), (= Cladonia macilenta).
- Cladonia coccifera f. monstrosa Mudd (1865).
- Cladonia coccifera f. ochrocarpia (Flörke ex Sommerf.) Rebent.
- Cladonia coccifera f. pedicellata Schaer.
- Cladonia coccifera f. phyllocoma (Flörke) Anders
- Cladonia coccifera f. polycephala Ach.
- Cladonia coccifera f. pseudostemmatina M. Choisy (1951).
- Cladonia coccifera f. squamulosa Aigret.
- Cladonia coccifera f. subulata Hoffm., (= Cladonia macilenta).
- Cladonia coccifera subsp. coccifera (L.) Willd. (1787).
- Cladonia coccifera subsp. pleurota (Flörke) M. Hauck.
- Cladonia coccifera var. aberrans Abbayes (1940).
- Cladonia coccifera var. asotea Ach., (= Cladonia coccifera).
- Cladonia coccifera var. cerina (Nägeli) Th. Fr.
- Cladonia coccifera var. coccifera (L.) Willd. (1787).
- Cladonia coccifera var. cornucopioides sensu auct. brit., (= Cladonia coccifera).
- Cladonia coccifera var. coronata (Delise) Vain.
- Cladonia coccifera var. cyclocarpa Räsänen (1949).
- Cladonia coccifera var. grandis (Kremp.) Vain.
- Cladonia coccifera var. incrassata (Flörke) Laurer, (= Cladonia incrassata).
- Cladonia coccifera var. phyllocoma Flk.
- Cladonia coccifera var. pleurota (Flörke) Schaer. (1823), (= Cladonia pleurota).
- Cladonia coccifera var. stemmatina (Ach.) Vain. (1887).
- Cladonia coccifera var. tasmanica (Kremp.) Zahlbr. (1927), (= Cladonia ustulata).